# Kazimierz Łęcki
Kazimierz Nałęcz-Łęcki (ur. 24 grudnia 1825, zm. 15 kwietnia 1913 w Sanoku) – ziemianin.

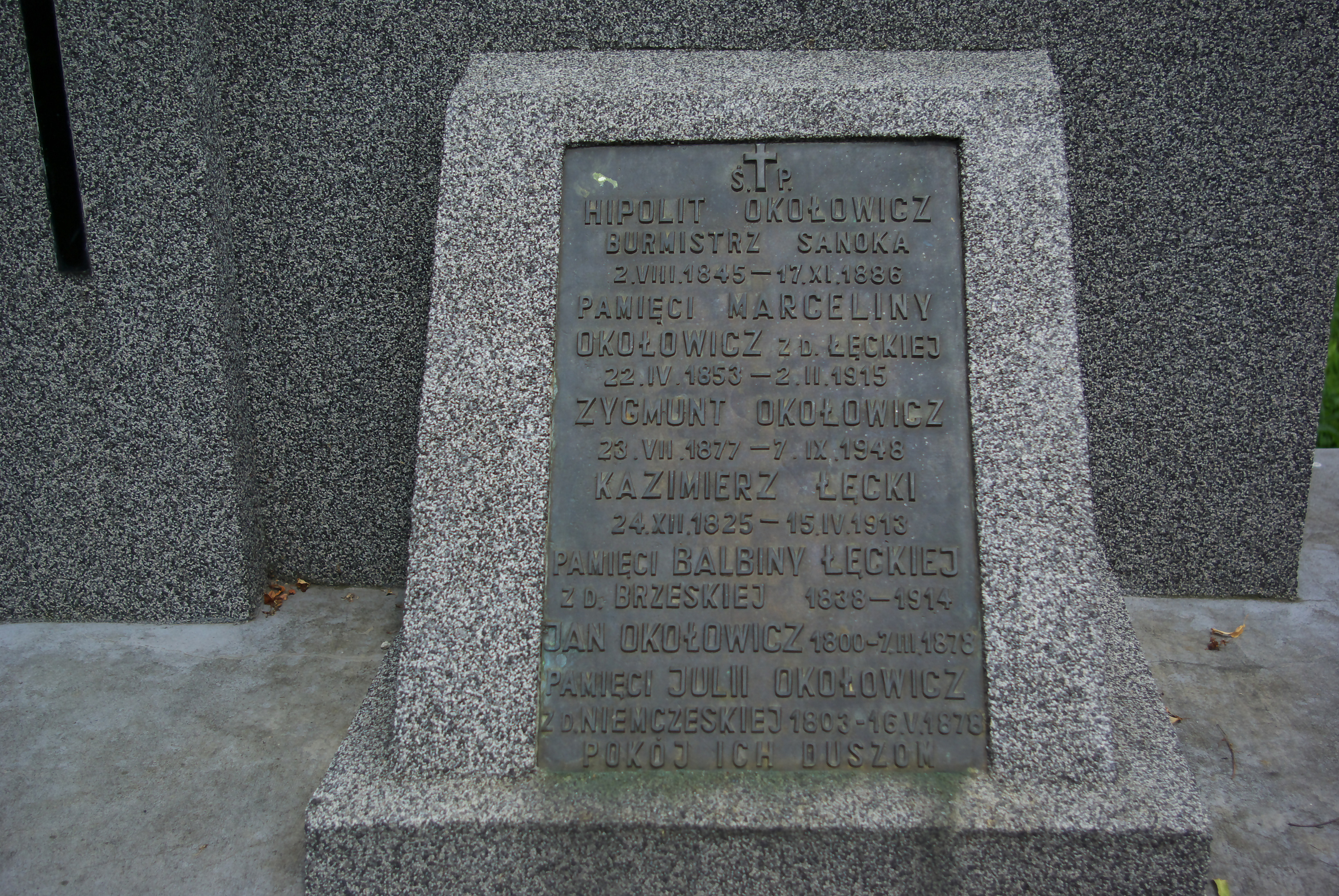
Tablica na grobowcu Okołowiczów w Sanoku

Urodził się 24 grudnia 1825. Był synem Józefa i Marii.
Pod koniec XIX wieku był właścicielem majątku ziemskiego Tworylne z Tworylczykiem, gdzie posiadał dwór, trzy folwarki, dwa młyny.
Przez 60 lat do końca życia był żonaty z Balbiną z domu Brzeską, właścicielką Tworylczyka w ramach Tworylnego (1838-1914 lub zm. 1916 w Tworylnem). Ich synem był Karol Łęcki (1858-1937, właściciel Monasterca), a wnukami – Zdzisław Łęcki (1896–1968, oficer, dyplomata) i Stanisław Łęcki (–1974, radca prawny).
Zmarł 15 kwietnia 1913 w Sanoku. Pochowany 17 kwietnia 1913 na cmentarzu w Sanoku. Został wymieniony na tablicy grobowca rodzinnego Jana Okołowicza, gdzie została upamiętniona także jego żona Balbina (powinowactwo obu rodzin wynikało z faktu, że córka Kazimierza Łęckiego tj. Marcelina Łęcka została żoną Hipolita Okołowicza, tj. syna Jana Okołowicza). Oboje zostali wymienieni także na grobowcu rodzinnym na cmentarzu Powązkowskim w Warszawie (kwatera 7-6-17), gdzie podano lata życia 1830–1911.